# Čateške Toplice
Čateške Toplice ili Terme Čatež  najveće su prirodno lečilište u Sloveniji, oko čijih  je izvora tople vode 1925. godine prvi put uređeno lečilište. Tokom 1964. godine Terme Čatež su dobile novoizgrađene objekte i moderno izgrađene otvorene i zatvorene bazene, koji se snabdevaju radioaktivnom akratotermom (temperature 57 °C do 64 °C). Banja nije namenjena samo zdravstvenom  turizmu (za lečenju reumatizma, ženskih i drugih bolesti) već i za brojne  sportsko-rekreativne sadržaje i poslovni i kongresni turizam.

## Istorija
U Čateškom polju, pored obala reke Save na području današnje banje izvori termomineralne vode prvi put su otkriveni 1797. godine, koje su  poplavne vode i nanosi mulja reke  Save 1842. godine potpuno prekrili.
Prema jednom zapisu  o Čateškim Toplicama iz 1855. godine akrotermalni izvori koji su bili poznati od 1802. godine korišćeni od  tadašnji malobrojni korisnika koji su sami kopali jame oko izvora, ograđivali ih granama i u njima se brčkali, u toploj vodi, a nakon tog rashlaživalu u hladnoj Savi. 
Tek od 1924. godine u Čateškom polju počela je  izgradnja termalnog lečilište, koje je ekspanziju doživelo nakon Drugog svetskog rata - kada su1963. godine izgrađeni prvi moderni objekti i bazeni. Do tada termalna voda se crpla sa dubine od 7-12 metara, uglavnom u malim količinama. 
Opsežna istraživanja akrotermi sa bušenjem vršena su tokom 1957. i 1958. godine i tada su  otkriveni puno snažniji izvori na većim dubinama, što je mogućilo proširenje banjskih sadržaja. Istraživanja su nastavljena i 1964. godine i tada je otkrivena voda na dubini od 300 metara temperature od 57 °C do 64 °C

## Položaj i geografske karakteristike
Čateške Toplice se nalaze u Opštini Brežice u istočnoj Sloveniji, na  granici sa Hrvatskom. Udaljene su 36 km od Zagreba, 90 km od Ljubljane i 430 km od Beograda.
Kompleks bazena i ugostiteljskih objekata - Terme Čatež leži na nadmorskoj visini od 145 m u dolini reke Save (na njenoj desnoj obali), uz samo ušća reke Krke u Savu, pored autoputa Ljubljana - Zagreb. 
Kompleks termi udaljen je oko 1,5 km od naselja Čatež ob Savi i prostire se na aluvijalnoj terasi,uz padine  brdovitog Žumberka visokog 1181 m.
Čateške Toplice raspolažu sa 11 termalnih izvora, iz kojih voda izbija sa dubine od 300 do 600 m, prosečnog protoka od 60 litara u sekundi i temperature od 42 °C do 63 °C.
U sastavu lečilišta nalazi se letnja i zimski termalna rivijera  sa atrakcijama za decu i odrasle poput olimpijskog bazena, bazena sa talasima, akvapark sa podvodnim masažnim mlaznicama i brojnim  restoranima.
Letnja termalna rivijere, trenutno je najveći bazenski kompleks u Sloveniji, jer se nalazi na površini od 10.000 m². Poseduje 7 otvorenih bazena, opremljenih veštačkim slapovima i jednim ostrvom.
Zimska termalna rivijere, poseduje  natkrivene bazene  na površini od 1.800 m². U bazenima je temperatura vode između 32 °C i 33 °C i između 35 °C i 36 °C. U  sastavu zimske Termalne rivijere, nalazi se i 8 različitih sauna, dva hladna bazena i nudistička terasa. Posetioci mogu da se opuste u ovoj rivijeri i u kristalnoj, parnoj, slanoj, infracrvenoj, finskoj, aroma sauni, akvaviva sauni i indijanskoj sauni na otvorenom. 

### Smeštaj
Gostima Čateških Toplica nudi se smeštaj u  
- hotelima Terme, Čatež, Toplice
- Dvorcu Mokrice,
- auto kampu
- apartmanima
- indijanskom selu u kome se simulira život drevnih indijanskih plemena.

Terme Čatež svojim gostima omogućuju i brojne sportsko rekreacione aktivnosti; u brojnim trim kabinetima, dvoranama za fitnes i sportskim tereneima za tenis, mini golfo, biciklizam, ribolov  i vožnju čamcima. 
U Termama Čatež opuštanje i potpuni odmor omogućen je i u velnes centrima i sauna parku, koji  uključuje i nudističku plažu. 

## Balneoterapija
Programi lečenja i rehabilitacije sprovodi u sklopu balneoterapije sprovodi se u modernom Domu zdravlja u Hotelu Čatež. 
U hotelu Toplice nalazi se i specijalan sportsko-rekreativni centar, koji nudi brojne sadržaja iz oblasti medicinske rehabiliztacije. 

## Poslovni i kongresni turizam
Banjski centar Terma Čatež postao je popularna destinacija i za poslovni i kongresni turizam. Ovaj sadržaj dostupan je u Hotelu Terme, Hotelu Čatež i Hotelu Toplice. 